# Ithaginis
Ithaginis is een geslacht van vogels uit de familie fazantachtigen (Phasianidae).

## Soorten
Het geslacht kent de volgende soort:
- Ithaginis cruentus – Bloedfazant